# Pyrearinus cinerarius
Pyrearinus cinerarius is een keversoort uit de familie kniptorren (Elateridae). De wetenschappelijke naam van de soort is voor het eerst geldig gepubliceerd in 1841 door Germar.